# ويسترنبورت (ماريلاند)
ويسترنبورت (بالإنجليزية: Westernport, Maryland)‏ هي بلدة تقع في مقاطعة ألغني، ميريلاند بولاية ماريلاند في الولايات المتحدة. تبلغ مساحتها 2.31 (كم²)، وترتفع عن سطح البحر 281 م، بلغ عدد سكانها 1888 نسمة في عام 2010 حسب إحصاء مكتب تعداد الولايات المتحدة وتصل الكثافة السكانية فيها 837.9 نسمة/كم2.

## التركيبة السكانية
قام مكتب تعداد الولايات المتحدة بتحديد بيانات التركيبة السكانية لويسترنبورت في تعداد الولايات المتحدة. في ما يلي، التركيبة السكانية حسب تعدادي 2000 و2010.

### تعداد عام 2000
بلغ عدد سكان ويسترنبورت 2,104 نسمة بحسب تعداد عام 2000، وبلغ عدد الأسر 909 أسرة وعدد العائلات 601 عائلة مقيمة في البلدة. في حين سجلت الكثافة السكانية 2,385.6 نسمة لكل ميل مربع (921.1/كم2). وبلغ عدد الوحدات السكنية 1,056 وحدة بمتوسط كثافة قدره 1,197.3 نسمة لكل ميل مربع (462.3/كم2).
وتوزع التركيب العرقي للبلدة بنسبة 99.24% من البيض و 0.10% من الأمريكيين الأصليين و 0.14% من الأمريكيين ذوي الأصول الآسيوية و 0.19% من الأمريكيين الأفارقة و 0.33% من عرقين مختلطين أو أكثر. فيما شكل الهسبانيون أو اللاتينيون من أي عرق نسبة 0.29% من السكان.
بلغ عدد الأسر 909 أسرة كانت نسبة 27.8% منها لديها أطفال تحت سن الثامنة عشر تعيش معهم، وبلغت نسبة الأزواج القاطنين مع بعضهم البعض 50.2% من أصل المجموع الكلي للأسر، ونسبة 11.9% من الأسر كان لديها معيلات من الإناث دون وجود شريك، وكانت نسبة 33.8% من غير العائلات. تألفت نسبة 31.7% من أصل جميع الأسر من أفراد ونسبة 20.9% كانوا يعيش معهم شخص وحيد يبلغ من العمر 65 عاماً فما فوق. وبلغ متوسط حجم الأسرة المعيشية 2.88، أما متوسط حجم العائلات فبلغ 2.31.
بلغ العمر الوسطي للسكان 41 عاماً. وكانت نسبة 8.0% بين الثامنة عشر والأربعة وعشرون عاماً، ونسبة 25.9% كانت واقعةً في الفئة العمرية ما بين الخامسة والعشرون حتى والأربعة وأربعون عاماً، ونسبة 20.7% كانت ما بين الخامسة والأربعون حتى الرابعة والستون، ونسبة 22.8% كانت ضمن فئة الخامسة والستون عاماً فما فوق. يوجد لكل 100 أنثى 91.6 ذكر، ويوجد لكل 100 أنثى في الثامنة عشر من عمرها فما فوق 86.1 ذكر.
بلغ متوسط دخل الأسرة في البلدة 23,681 دولار، أما متوسط دخل العائلة فبلغ 31,714 دولار. وكان متوسط دخل الذكور 34,896 دولار مقابل 16,920 دولار للإناث. وسجل دخل الفرد الخاص بالبلدة 12,503 دولار. وكانت نسبة 12.1% من العائلات ونسبة 16.5% من السكان تحت خط الفقر، وكان من هؤلاء نسبة 18.9% تحت سن الثامنة عشر ونسبة 14.2% في الخامسة والستين من العمر وما فوق.

### تعداد عام 2010
بلغ عدد سكان ويسترنبورت 1,888 نسمة بحسب تعداد عام 2010، وبلغ عدد الأسر 810 أسرة وعدد العائلات 532 عائلة مقيمة في البلدة. في حين سجلت الكثافة السكانية 2,170.1 نسمة لكل ميل مربع (837.9/كم2). وبلغ عدد الوحدات السكنية 1,006 وحدة بمتوسط كثافة قدره 1,156.3 لكل ميل مربع (446.4/كم2).
وتوزع التركيب العرقي للبلدة بنسبة 98.6% من البيض و 0.1% من الأمريكيين ذوي الأصول الآسيوية و 0.5% من الأمريكيين الأفارقة و 0.7% من عرقين مختلطين أو أكثر.
بلغ عدد الأسر 810 أسرة كانت نسبة 27.0% منها لديها أطفال تحت سن الثامنة عشر تعيش معهم، وبلغت نسبة الأزواج القاطنين مع بعضهم البعض 50.0% من أصل المجموع الكلي للأسر، ونسبة 9.9% من الأسر كان لديها معيلات من الإناث دون وجود شريك، بينما كانت نسبة 5.8% من الأسر لديها معيلون من الذكور دون وجود شريكة وكانت نسبة 34.3% من غير العائلات. تألفت نسبة 31.5% من أصل جميع الأسر من أفراد ونسبة 16.6% كانوا يعيش معهم شخص وحيد يبلغ من العمر 65 عاماً فما فوق. وبلغ متوسط حجم الأسرة المعيشية 2.88، أما متوسط حجم العائلات فبلغ 2.33.
بلغ العمر الوسطي للسكان 44 عاماً. وكانت نسبة 20.4% من القاطنين تحت سن الثامنة عشر، وكانت نسبة 9% بين الثامنة عشر والأربعة وعشرون عاماً، ونسبة 21.8% كانت واقعةً في الفئة العمرية ما بين الخامسة والعشرون حتى والأربعة وأربعون عاماً، ونسبة 27.6% كانت ما بين الخامسة والأربعون حتى الرابعة والستون، ونسبة 21.2% كانت ضمن فئة الخامسة والستون عاماً فما فوق. وتوزع التركيب الجنسي للسكان بنسبة 48.7% ذكور و51.3% إناث.

## وصلات خارجية
- The US50 - Cities and Towns in Maryland State
- Maryland Cities and Towns, Facts, Map, Flag, Colleges, Government, and More